# دانشگاه بنغازی
دانشگاه بنغازی (به عربی: جامعة بنغازی) یک دانشگاه در لیبی است که در بنغازی واقع شده‌است.